# Meioneta luctuosa
Meioneta luctuosa är en spindelart som beskrevs av Alfred Frank Millidge 1991. Meioneta luctuosa ingår i släktet Meioneta och familjen täckvävarspindlar.
Artens utbredningsområde är Venezuela. Inga underarter finns listade i Catalogue of Life.